# Dugesia tubqalis
Dugesia tubqalis és una espècie de triclàdide dugèsid que habita al Marroc. El nom específic prové del nom amazic Tubqal donat al cim més alt de les muntanyes de l'Atles.